# 俄羅斯疊跳棋
俄羅斯疊跳棋（俄語：Столбовые шашки），是俄羅斯跳棋變體，被跳過的敵棋不移出遊戲而改將敵棋放在棋疊底下。最早文獻記錄是1875年.。

## 棋具
- 棋盤為8*8的西洋棋棋盤。

對弈中的俄羅斯疊跳棋

- 以兩色扁圓狀的棋子區分敵我，一體兩類，正面稱為兵，反面稱為王，每方各十二枚。

## 棋規
- 兵放在離己方最近的三橫行的深色棋格。

- 升變：当兵經過或停在敵方底行时，將其頂端棋子翻面，改稱為王，其後的移動改用王的方式。

- 棋疊：指堆疊在同一棋位的任何方棋子，層數至少為一，堆疊數量無限制。操作權屬於頂端棋子的所有者，移動方式與兵種也依頂端棋子而定。

- 每回合玩家可能有二種行動，以跳吃為優先：
  - 跳吃：若條件符合，必須連跳吃。跳過敵棋完後，將該些棋疊的每枚頂端棋子依被跳吃的順序放在該己方棋疊底下，最先被跳的棋疊先放。
    - 兵跳過一枚斜鄰格的敵棋，落到後者的第一個空格。在連跳过程中，若升級成王，則其後跳吃過程，皆以王的方式吃子。
    - 王跳過一枚在同斜線的敵棋，落在後者的空格之一。在連跳过程中，可多次跳跃同一空格，但禁止第二次跳跃同一枚敵棋。有多條路徑可跳吃時，可任意選擇一條。

  - 無法跳吃時，移動一枚己棋到空格。
    - 兵僅能朝前斜移動一格。
    - 王能循任何斜向移动任意格数，路徑不可有其他棋子阻擋。

Example of capture

- 消滅所有敵棋或是讓敵棋無法移動者勝。[3]

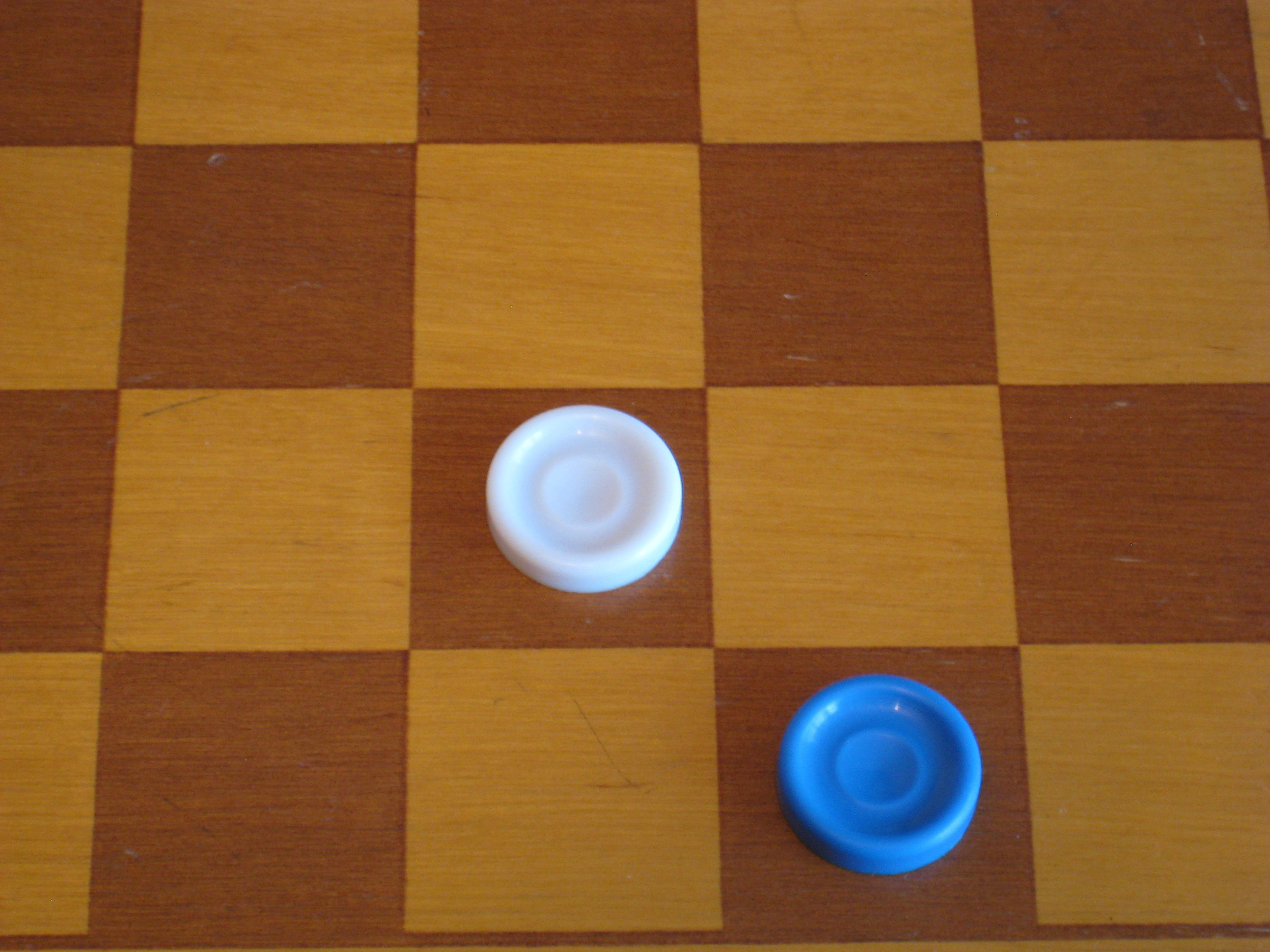
藍棋跳過白棋
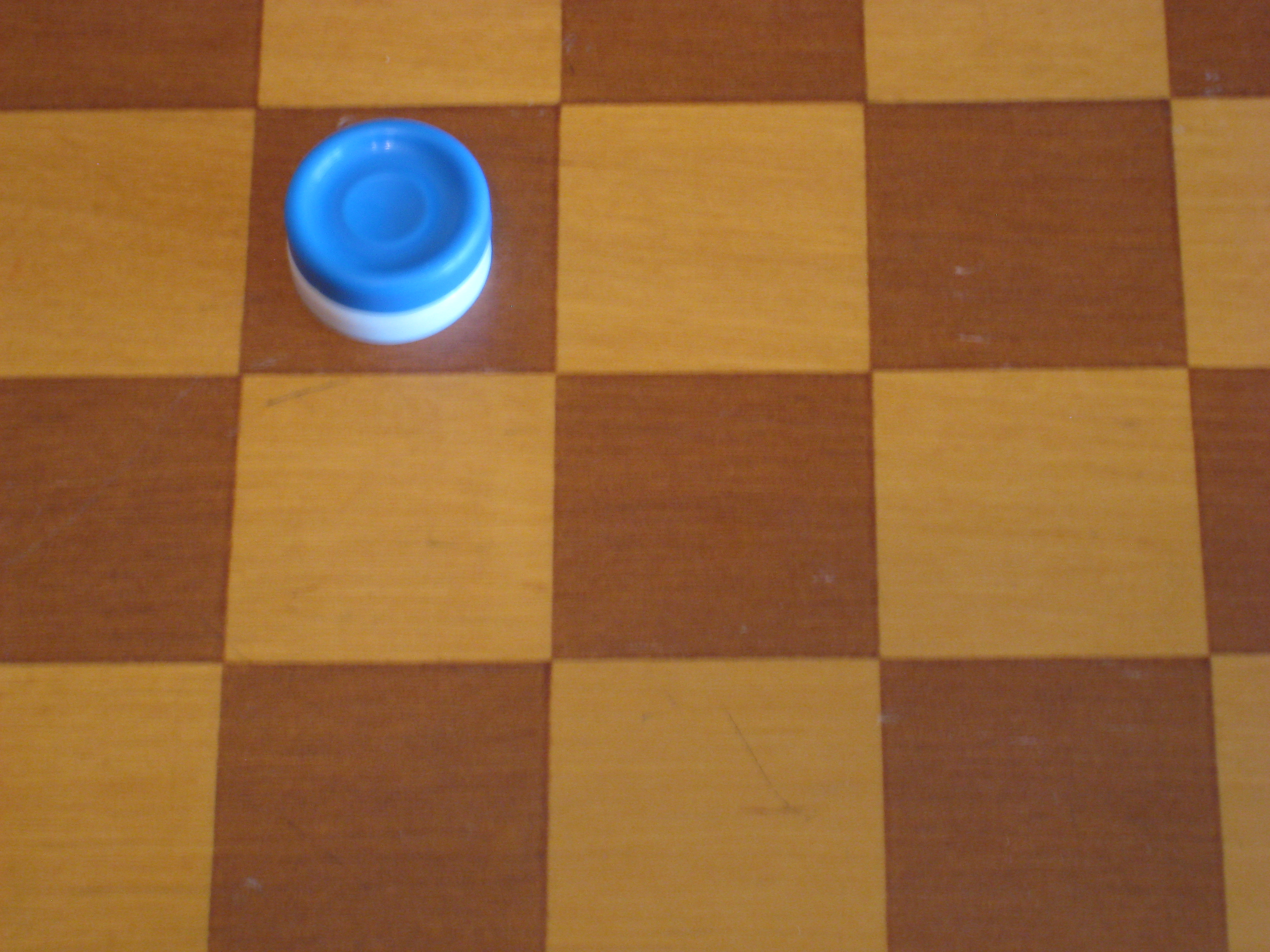
然後被跳過的白棋被改放在藍棋下
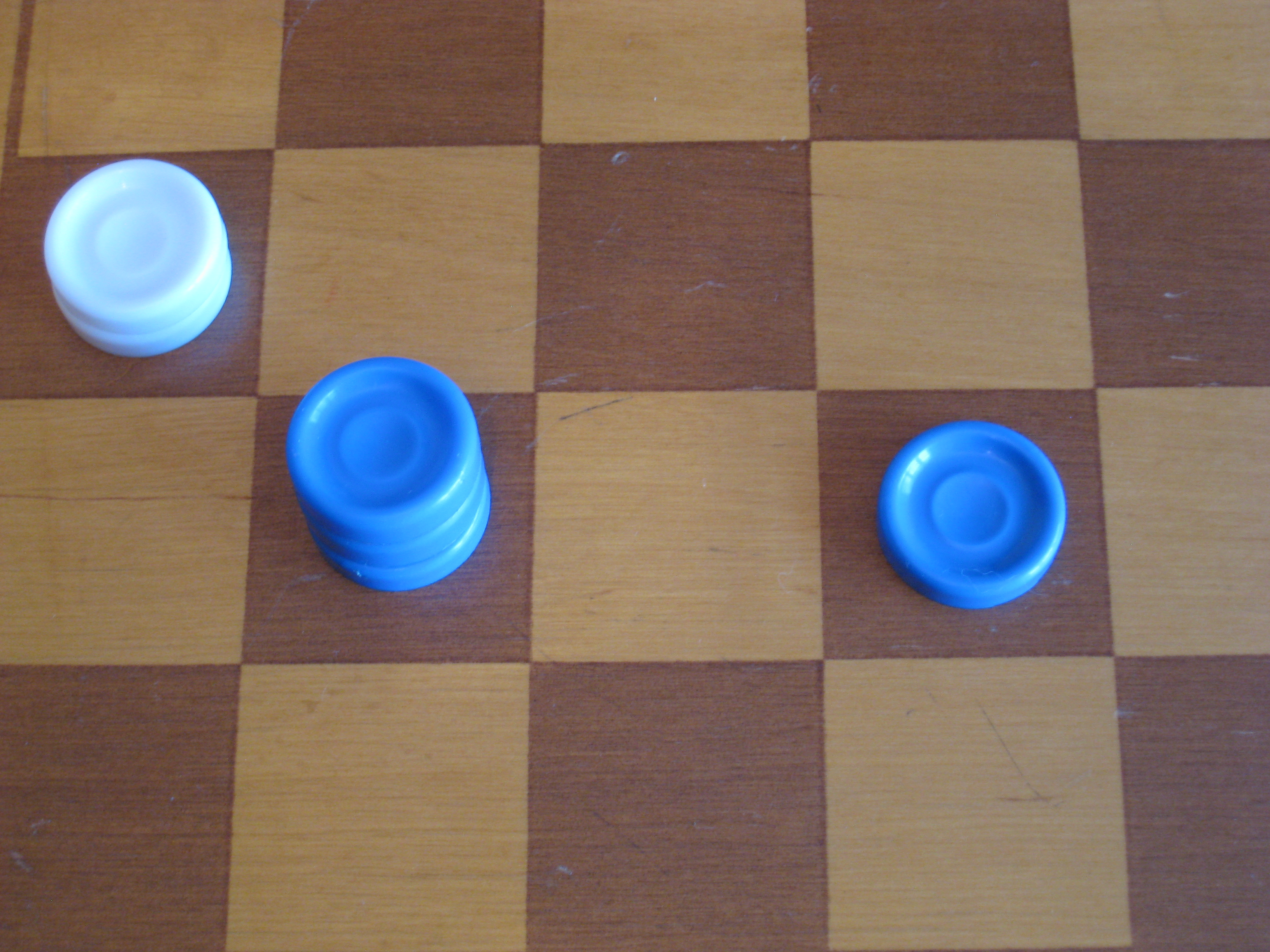
白棋跳過兩疊藍棋
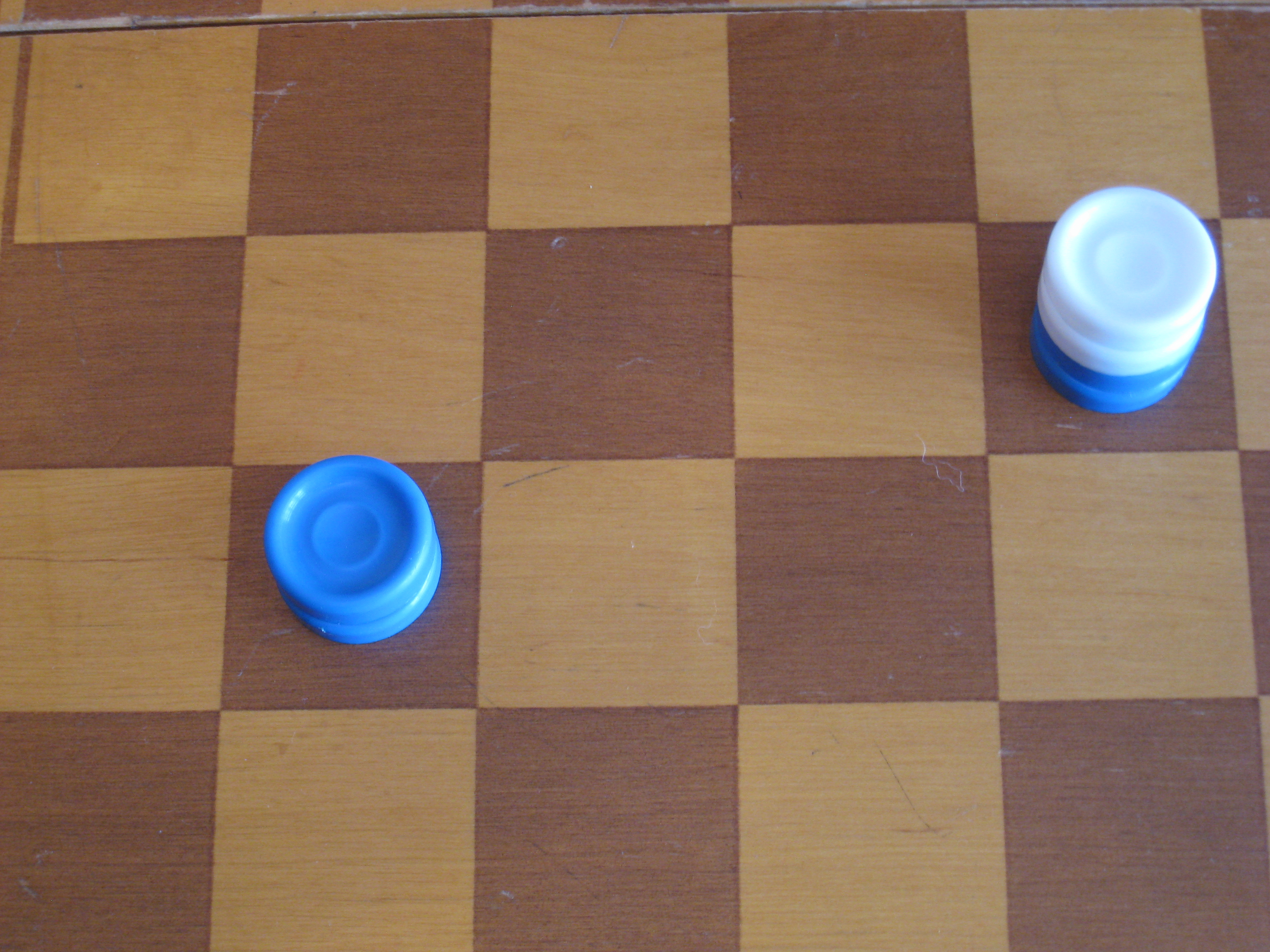
然後被跳過的最上面的藍棋被改放在白棋下
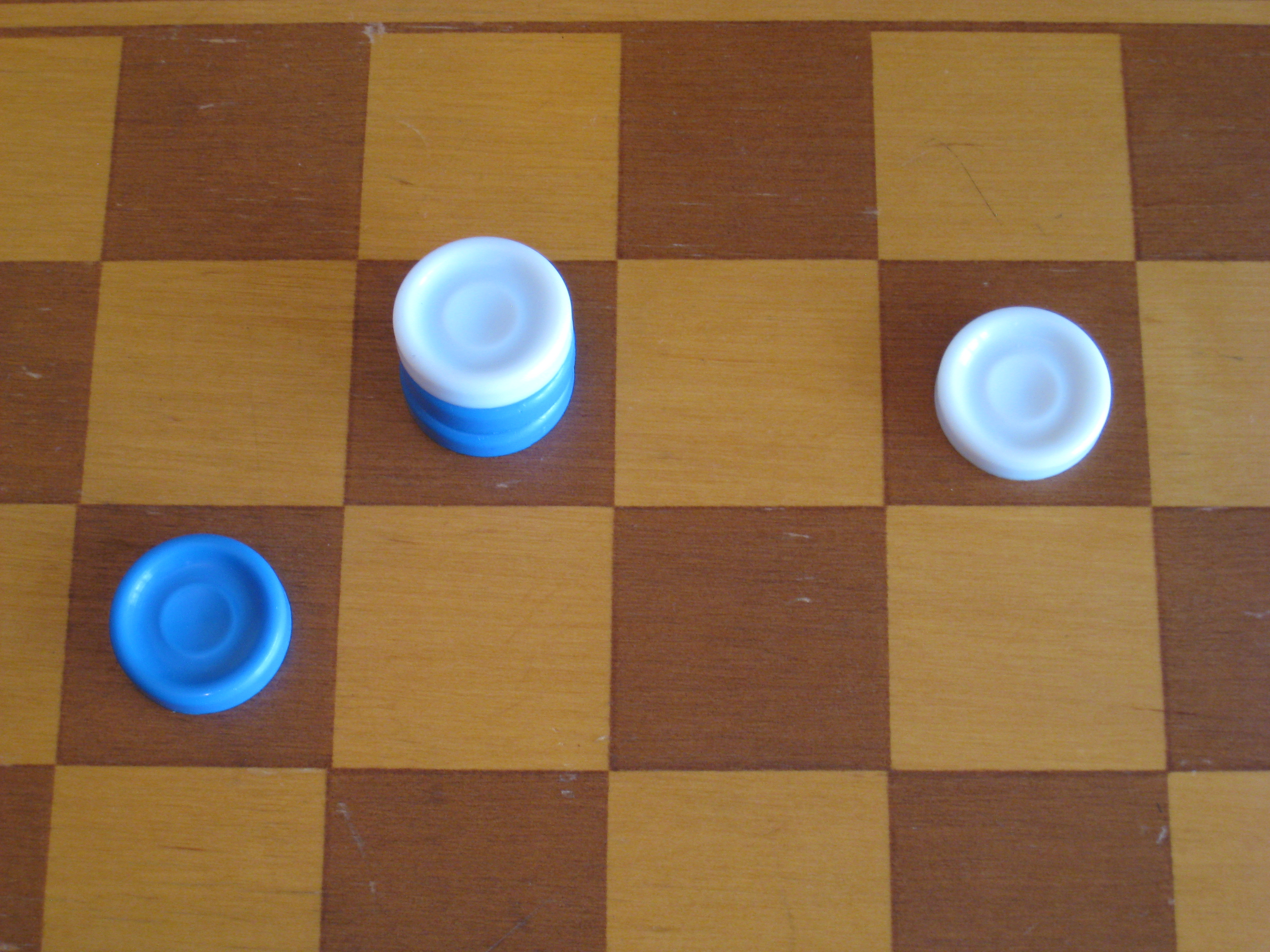
5. Blue piece jumped over "column" and moves into the kings row on the opposing player's side of the board.  That piece becoming a "king" and jump over and hence capture an white piece.
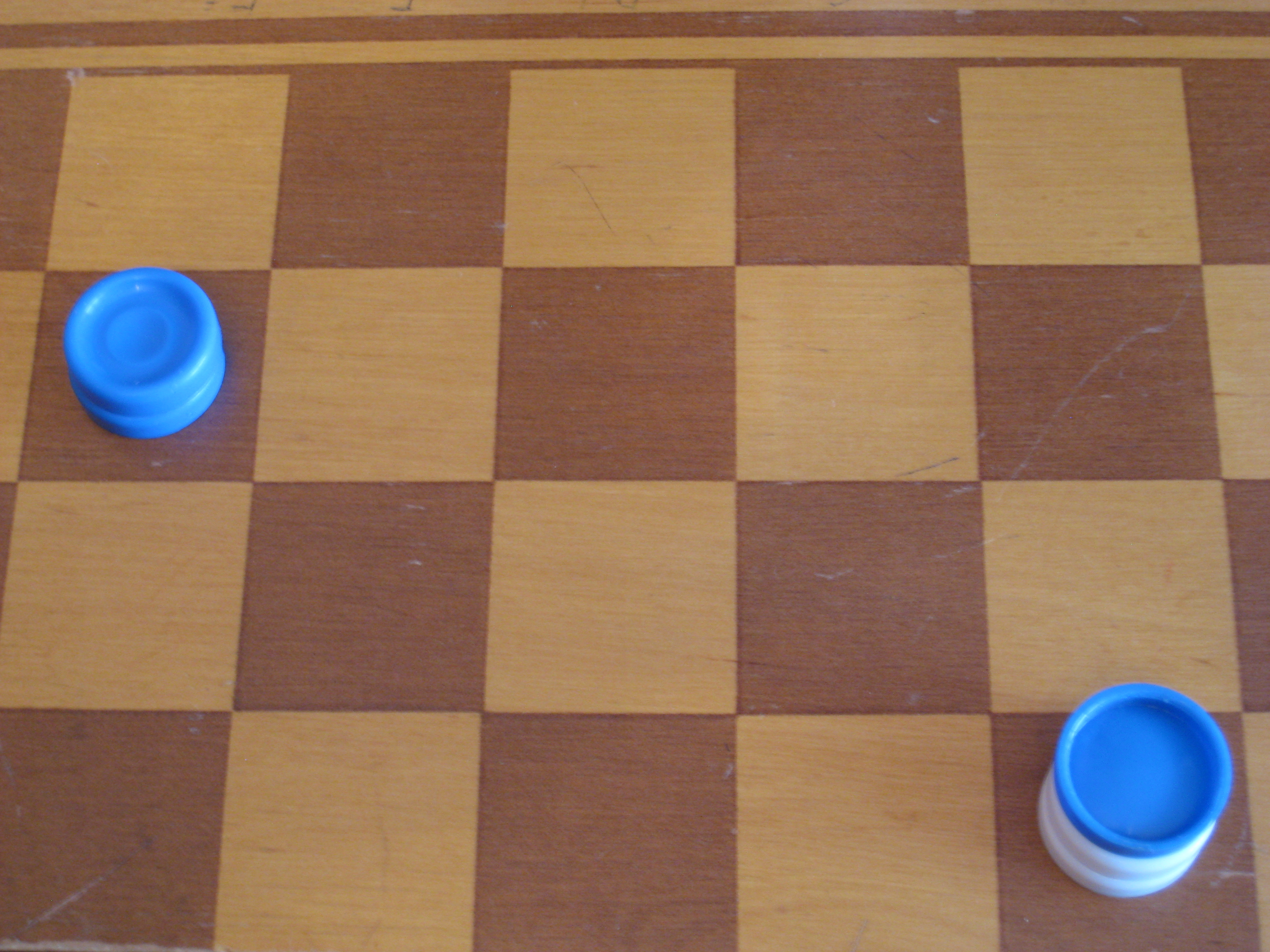
6. Upper piece from "column" and piece lay under blue "column". This "king" "column" may choose where to stop.

## 外部連結
- 遊戲下載（页面存档备份，存于）
- Foto «ЛАРИКС» 2016（页面存档备份，存于）